# Slag bij Stromboli
De Slag bij Stromboli was een zeeslag die plaatsvond op 8 januari 1676 tijdens de Frans-Nederlandse Oorlog, meer bepaald tijdens de Anti-Spaanse opstand in Messina (1674-1678). De zeeslag werd uitgevochten tussen een Franse vloot van 20 schepen onder leiding van Abraham Duquesne en een gecombineerde vloot van 19 Nederlandse en één Spaans schip onder leiding van luitenant-admiraal-generaal Michiel de Ruyter. De strijd duurde acht uur en eindigde onbeslist. De vloten vochten opnieuw bij de Slag bij Agosta.

## Verloop
De Nederlands-Spaanse en de Franse vloot troffen elkaar op de Middellandse Zee, in de buurt van het eiland Stromboli. De Ruyter kwam tot de conclusie dat zijn schepen slechter bewapend waren en met minder middelen waren uitgerust. De Ruyter had gelijk gehad toen hij tegen stadhouder Willem III vertelde dat de staatsvloot in slechte staat verkeerde. De Fransen waren ook nog eens met een grotere vloot en zij hadden de tactieken van De Ruyter bestudeerd. De Fransen waren in het voordeel en vielen aan toen zij de ideale wind hadden. Hoewel de Fransen dus de middelen hadden om een overwinning te behalen, lukte het hun niet om de Nederlands-Spaanse vloot te verdrijven. Aan de kant van Nederlands-Spaanse vloot waren de verliezen groter, maar ze hielden Napels in handen.